# Boys Do Cry (singolo)
Boys Do Cry è un singolo del cantante svizzero Marius Bear, pubblicato l'8 marzo 2022 su etichetta discografica Hi-Tea Records come sesto estratto dall'omonimo album.

## Descrizione
L'8 marzo 2022 è stato confermato che l'emittente pubblica svizzera SRF ha selezionato Marius Bear internamente come rappresentante nazionale all'Eurovision Song Contest 2022. Il video di Boys Do Cry, il suo brano eurovisivo, è stato trasmesso in anteprima sul canale YouTube della manifestazione.
Nel maggio successivo, dopo essersi qualificato dalla prima semifinale, Marius Bear si è esibito nella finale eurovisiva, dove si è piazzato al 17º posto su 25 partecipanti con 78 punti totalizzati, tutti provenienti dalle giurie nazionali.

## Tracce
Testi e musiche di Marius Bear e Martin Gallop.
1. Boys Do Cry – 2:56

## Classifiche
| Classifica (2022) | Posizione massima |
| ----------------- | ----------------- |
| Lituania          | 45                |
| Svizzera          | 32                |